# Caffrocrambus alcibiades
Caffrocrambus alcibiades är en fjärilsart som beskrevs av Stanislas Bleszynski 1961. Caffrocrambus alcibiades ingår i släktet Caffrocrambus och familjen Crambidae. Inga underarter finns listade i Catalogue of Life.